# Oldenburgische G 4.2
Die Gattung G 4.2 der Großherzoglich Oldenburgischen Staatseisenbahnen (GOE) war eine Güterzuglokomotive in Verbundbauart mit der Achsfolge C. Sie wurde zwischen 1895 und 1909 in mehreren Serien von Hanomag nach dem Vorbild der preußischen G 4.2 angeschafft.

## Geschichte und Technik
Bis 1894 verwendete die Oldenburgische Staatsbahn die Zweikuppler der Gattung G 1 für den gemischten Dienst vor Personen- und Güterzügen. Durch den Wirtschaftsaufschwung in den 1890ern war das Verkehrsaufkommen gestiegen und konnte von den alten B-n2-Universallokomotiven nicht mehr bewältigt werden. Deshalb beschaffte man bei Hanomag die C-n2v-Güterzuglokomotiven der Gattung G 4.2, während für Personenzüge die B-n2v-Lokomotiven der Gattung P 3.2 (oder P 0) in Dienst gestellt wurden. Zunächst wurden von 1895 bis 1897 11 Lokomotiven der ersten Serie mit den Nummern 102–106 und 117–122 beschafft. Von 1903 bis 1905 folgten 7 Exemplare der zweiten Serie mit den Nummern 155–159 und 165–166, die sich von der ersten lediglich durch den größeren Tender unterschieden. Die 9 Lokomotiven der letzten, von 1907 bis 1909 gelieferten Serie mit den Nummern 179–184 und 191–193 wiesen dagegen größere Bauartunterschiede auf.
Von den insgesamt 27 Exemplaren wurden 1918 als Reparationsleistung sieben Lokomotiven nach Belgien und eine an die Französische Nordbahn abgegeben. 1923 sollten noch die übrigen 19 Stück von der Reichsbahn unter den Nummern 53 1001–1011 und 53 1051–1058 übernommen werden. In den endgültigen Umzeichnungsplan der Deutschen Reichsbahn für Länderbahnlokomotiven von 1925 sind dann noch elf Maschinen mit den Nummern 53 1001–1003 und 53 1051–1058 aufgenommen worden. Die 53 1001 und 1002 (vorläufig 53 1004 und 1005) stammten aus der ersten Variante, die 53 1003 (vorläufig 53 1011) aus der zweiten und die 53 1051–1058 aus der dritten.
Ausgestattet waren die Fahrzeuge anfangs mit einer innenliegenden Steuerung der Bauart Allan und besaßen wie in Oldenburg üblich keinen Dampfdom, der Regler war im Innern der Rauchkammer untergebracht. Die 9 ab 1907 gelieferten Exemplare der dritten Ausführung hatten dagegen eine Außensteuerung der Bauart Heusinger. Letztere Lokomotiven wurden zudem mit einem Dampftrockner der Bauart Ranafier, welcher als U-förmiges Bündel in der Rauchkammer lag und eine Fläche von 12 bis 14 m² hatte, und einem Dampfdom ausgerüstet.
Auf einer Strecke mit 0,5 % Steigung erreichten die Loks mit einem 500 Tonnen schweren Zug eine Geschwindigkeit von 30 km/h.